# Tibracana gnoma
Tibracana gnoma là một loài bướm đêm trong họ Noctuidae.